# جان-بابتيست داوست
جان-بابتيست داوست هو سياسي كندي، ولد في 18 يناير 1817 في كندا السفلى، وتوفي في 28 ديسمبر 1891. نشط حزبياً في حزب كندا المحافظ. وقد انتخب عضو مجلس العموم الكندي.